# Blown Away (2017)
Blown Away ist ein US-amerikanischer Porno-Action-Spielfilm aus dem Jahr 2017 mit Jasmine Jae in der Hauptrolle.

## Handlung
Jasmine Jae tritt als Anführerin eines Quartetts vollbusiger Juwelendiebe an und kämpft im Verlauf des Films mit ihrem Ex-Freund und Erzfeind Danny D in einem Katz-und-Maus-Wettbewerb (mit ständig wechselnden Rollen). Der Film enthält viele Konfrontationen, Schießereien und Handlungswechsel.
Details:
Nach einem Verrat vor dem Abspann durch Danny D in einem Juwelenraub wacht Jasmine Jae im Gefängnis auf. Die Zellengenossin Rina Ellis masturbiert in der oberen Koje. Eine Minute später plant Jae eine Flucht und einen weiteren Überfall, um die Juwelen mit den Insassen Mila Milan und Lou Lou sowie Ellis zurückzubekommen. Ein paar Minuten und ein Rendezvous mit einer weiblichen Wache später sind alle vier aus dem Tor und auf dem Weg zu Jaes Versteck, wo sie sich schwarze Klamotten anziehen und bewaffnen, bevor sie sich auf den Weg machen, um die Juwelen zurückzugewinnen. Während Jae sich nackt durch das Spinnennetz der Laser schleicht, die die Juwelen bewachen, wird Milan von zwei Agenten überwältigt. Jae wird erwischt, kann sich aber befreien- bis Danny D hereinkommt, seine Handlanger tötet und sich mit den Juwelen davon macht.
Die vier Flüchtlinge begeben sich in einen heruntergekommenen Club voller Gangster, und Milan beschäftigt die Wachen, als Jae den Besitzer bittet, ihr zu helfen, Danny D. zu finden. Jae versucht zu gehen, nachdem sie ihre Informationen erhalten hat, aber der Besitzer hat andere Ideen. Nach einer Schießerei fahren Jae und Milan los, während die überlebenden Wachen Danny D warnen. Jae und Milan schießen sich ihren Weg in das Versteck, um Danny D und die verschwundenen Juwelen zu finden, und folgen ihm dann zum Versteck der potenziellen Käuferin Jasmine Webb, die ihre Sicherheitsleute anweist, zu gehen, damit sie verhandeln kann, während Jae und Milan ihre Arbeit erledigen. Die anschließende Konfrontation – mit gezogenen Waffen und  Anschuldigungen führt zu einer Dreier-Sexszene, in der Danny D von Milan in Schach gehalten wird, falls er weglaufen will.

## Wissenswertes
- Die 2½-stündige DVD wird in Form eines Features präsentiert, abzüglich des Auffüllens endloser Credits, Rückblicke und Vorschauen.
- Das Werk spiegelt Bushs Wurzeln wider, da er 2008 bereits den Film Girls with Guns (deutscher Titel: Von heissen Girls knallhart weggeblasen) gedreht hat. Dieser Film war quasi die Vorlage für diesen neueren Film mit größerem Budget. Der Film folgte den Spuren von Andy Sidaris und Arlene Sidaris, deren sexy Softcore-Action-Bilder mit Filmen wie Hard Ticket to Hawaii (1987) und Picasso Trigger (1988) einen Standard für das Genre setzten.
- Die Szene, in der Jasmine Jae ihre Lederklamotten auszieht und sich durch die fluoreszierenden Schutzdrähte des Lichts tummelt, um an das Geld zu gelangen, ist eine Hommage an den Film Verlockende Falle mit Sean Connery und Catherine Zeta-Jones.
- Der Film erschien am 30. Mai 2017 auf DVD.
- Der Film ist mit überwiegend europäischen Darstellern besetzt (Jasmine Jae – UK, Mila Milan – Österreich, Misha Cross – Polen, Jasmine Webb – UK, Danny D – UK, Luke Hardy – UK, Pascal White – Belgien)

## Sex-Szenen
- Szene 1: Lou Lou, Roxi Keogh
- Szene 2: Jasmine Jae, Freddie Flavas
- Szene 3: Mila Milan, Pascal White
- Szene 4: Misha Cross, Luke Hardy
- Szene 5: Jasmine Jae, Jasmine Webb, Danny D

## Nominierungen
- 2018: AVN Award – Best Foreign Feature
- 2018: AVN Award – Best Special Effects
- 2018: XBIZ Award – Foreign Feature Release of the Year